# روس مايفيلد
روس مايفيلد رائد أعمال في تكنولوجيا وادي السيليكون الأمريكية. كما أنه مؤسس مشارك ورئيس تنفيذي لشركة Pingpad. وأيضًا الرئيس التنفيذي السابق لـ Socialtext ، ونائب الرئيس السابق لتطوير الأعمال في SlideShare وهو أيضًا مدون منتظم ومتحدث عام.

## روابط خارجية
- مدونة روس مايفيلد
- موقع الشركة
- Many2Many ، وهي مدونة جماعية على البرامج الاجتماعية التي يساهم بها مايفيلد
- 71 ميغا بايت و 24 ميغا بايت من أفلام QuickTime لروس مايفيلد يلقي محاضرة حول الديمقراطية الناشئة وشبكات تشكيل المجموعات في جامعة ستانفورد في عام 2005 ، بموجب ترخيص المشاع الإبداعي ، المستضاف من قبل أرشيف الإنترنت